# Hội đồng An ninh Quốc gia Hoa Kỳ
Hội đồng An ninh Quốc gia của Nhà Trắng (tiếng Anh: National Security Council) ở Hoa Kỳ là một ủy ban tham mưu cao cấp cố vấn an ninh đứng đầu văn phòng được các đời Tổng thống tham vấn để xem xét các vấn đề lớn và phức tạp trong nước, thế giới liên quan đến an ninh quốc gia và chính sách ngoại giao Hoa Kỳ, mở rộng thêm các chính sách xây dựng hình ảnh của Hoa Kỳ với thế giới; các cố vấn an ninh quốc gia cao cấp và các quan chức Nội các, đồng thời là một phần của Văn phòng hành pháp. Kể từ khi ra đời vào thời tổng thống Harry S. Truman, chức năng của hội đồng này là cố vấn và trợ giúp Tổng thống về các chính sách ngoại giao và an ninh quốc gia. Hội đồng cũng là cơ quan chính giúp Tổng thống phối hợp những chính sách này trong các cơ quan khác của chính phủ.

## Lịch sử
Hội đồng An ninh Quốc gia Hoa Kỳ đã được thành lập năm 1947 theo Luật An ninh Quốc gia.
Quá trình quyết định bên trong tổ chức này đã trở thành ngày càng ít chính thức nhưng sự ảnh hưởng của Hội đồng này ngày càng mạnh hơn. Lịch sử của Hội đồng này qua các đời tổng thống được trình bày chi tiết tại các bài sau:

## Cơ cấu
| Cơ cấu của Hội đồng An ninh Quốc gia Hoa Kỳ | Cơ cấu của Hội đồng An ninh Quốc gia Hoa Kỳ               | Cơ cấu của Hội đồng An ninh Quốc gia Hoa Kỳ                  |
| Chức vụ trong Hội đồng                      | Chức vụ hành pháp tương ứng và người giữ chức vụ          | Chức vụ hành pháp tương ứng và người giữ chức vụ             |
| ------------------------------------------- | --------------------------------------------------------- | ------------------------------------------------------------ |
| Chủ tịch                                    |                                                           | Tổng thống Joe Biden                                         |
| Những người tham dự theo luật định          |                                                           | Phó Tổng thống Kamala Harris                                 |
| Những người tham dự theo luật định          | Bộ trưởng Ngoại giao Antony Blinken                       |                                                              |
| Những người tham dự theo luật định          | Bộ trưởng Quốc phòng Lloyd Austin                         |                                                              |
| Những người tham dự theo luật định          | Bộ trưởng Năng lượng Jennifer Granholm                    |                                                              |
| Những người tham dự theo luật định          | Bộ trưởng Ngân khố Janet Yellen                           |                                                              |
| Cố vấn quân sự                              |                                                           | Chủ tịch Hội đồng Tham mưu trưởng Liên quân Mark Milley      |
| Cố vấn tình báo                             |                                                           | Giám đốc Tình báo Quốc gia Avril Haines                      |
| Cố vấn Chính sách Thuốc                     |                                                           | Giám đốc Chính sách Kiểm soát Ma túy Quốc gia Regina LaBelle |
| Người tham gia thường xuyên                 |                                                           | Cố vấn An ninh Quốc gia Jake Sullivan                        |
| Người tham gia thường xuyên                 | Phó Cố vấn An ninh Quốc gia Jonathan Finer                |                                                              |
| Người tham gia thường xuyên                 | Cố vấn An ninh Nội địa Elizabeth Sherwood-Randall         |                                                              |
| Người tham gia thường xuyên                 | Bộ trưởng Tư pháp Merrick Garland                         |                                                              |
| Người tham gia thường xuyên                 | Chánh văn phòng Nhà Trắng Ron Klain                       |                                                              |
| Người tham gia bổ sung                      |                                                           | Bộ trưởng An ninh Nội địa Alejandro Mayorkas                 |
| Người tham gia bổ sung                      | Cố vấn Nhà Trắng Dana Remus                               |                                                              |
| Người tham gia bổ sung                      | Giám đốc Cơ quan Tình báo Trung ương William J. Burns     |                                                              |
| Người tham gia bổ sung                      | Trợ lý Tổng thống về Chính sách Kinh tế Brian Deese       |                                                              |
| Người tham gia bổ sung                      | Đại sứ tại Liên Hợp Quốc Linda Thomas-Greenfield          |                                                              |
| Người tham gia bổ sung                      | Đại diện Thương mại Hoa Kỳ Katherine Tai                  |                                                              |
| Người tham gia bổ sung                      | Giám đốc Văn phòng Quản lý và Ngân sách Shalanda Young    |                                                              |
| Người tham gia bổ sung                      | Đặc phái viên của Tổng thống Hoa Kỳ về Khí hậu John Kerry |                                                              |